# پل یورگنسن (ژیمناست)
پل یورگنسن (دانمارکی: Poul Jørgensen; ۱۷ فوریهٔ ۱۸۹۲ – ۶ اکتبر ۱۹۷۳) ژیمناست هنری اهل دانمارک بود.